# An Itinerant Wedding
An Itinerant Wedding è un cortometraggio muto del 1913  diretto da Leopold Wharton, prodotto dalla Pathé Frères e distribuito in sala il 15 maggio 1913 dalla General Film Company.

## Produzione
Fu prodotto dalla Pathé Frères nel 1913.

## Distribuzione
Il film fu distribuito in sala il 15 maggio 1913 dalla General Film Company.